# 通蓋 (馬里)
通蓋（法語：Tongué），是馬里的城鎮，位於該國中部，由塞古區的馬西納省負責管轄，面積129平方公里，海拔高度274米，2009年人口5,584，人口密度每平方公里43人。